# Munții Tannu-Ola
Munții Tannu-Ola sunt o unitate de relief din partea de sud a Siberiei, parte a Rusiei. Sunt orientați de la V-E pe o lungime de 300 km, de-a lungul graniței cu Mongolia. Au în vest munții Altai, iar nord și est munții Saian. Spre sud se învecinează cu o depresiune stepică închisă de Altaiul Mongol.
Altitudinea lor medie variază între 2500 – 2700 m.

## Geologia
Partea lor vestică este alcătuită din roci sedimentare (gresii, conglomerate) și cristalin, pe când în vest din roci vulcanice. Zăcăminte de cobalt.

## Vegetația
Variază de la cea de stepă, la cea forestieră (nord) - păduri de cedru și larice, ce se extind către masivul Saian.